# Vestíbulo nasal
El vestíbulo nasal es la parte más anterior de la cavidad nasal. Está encerrado por los cartílagos de la nariz y revestido por el mismo epitelio de la piel estratificado escamoso, queratinizado.

El otro sector de la cavidad nasal, que está revestida por el epitelio respiratorio, se denomina cavidad nasal propiamente dicha. 
Dentro del vestíbulo hay pequeños pelos llamados vibrisas, que filtran el polvo y otras materias que se inhalan.
Más adentro del vestíbulo, el epitelio pierde su naturaleza queratinizada y experimenta una transición al epitelio respiratorio típico antes de ingresar a la fosa nasal.

## Patología
Las infecciones del vestíbulo nasal son patologías frecuentes, habitualmente son secundarias a trauma por manipulación del vestíbulo y a condiciones subyacentes que predisponen a su aparición.

La vestibulitis nasal es una infección viral, bacteriana y fúngica.